# Simulium parapusillum
Simulium parapusillum är en tvåvingeart som först beskrevs av Rubtsov 1956.  Simulium parapusillum ingår i släktet Simulium och familjen knott. Inga underarter finns listade i Catalogue of Life.